# Mevhibe Kadınefendi
Mevhibe Kadınefendi (1844 – 1936) byla první manželka a hlavní konkubína osmanského sultána Murada V.

## Mládí
Mevhibe se narodila okolo roku 1844 v Tbilisi v Gruzii. Pocházela z gruzínské šlechtické rodiny Tarkhan-Mouravi. Jejím otcem byl Ahmed Bey Tarkhan. Měla bratra Halila Beye, jeho dcera si později vzala nevlastního syna Mevhibe, Şehzade Mehmeda Selaheddina.
V roce 1848 nebo 1849 ji tehdejší guvernér ejáletu Trebizond Gürcü Hayreddin Paša přivedl do sultánova harému. Zde byla podle osmanské tradice přejmenována a dostala jméno Elâru.
Během Krymské války ženy v harému recitovaly úryvky z koránu. Dostalo se jí také hudebního vzdělání a brzy se stala jednou z osmi dívek, které Şevkefza Kadın vybrala pro prince Murada. V té době se také zajímal o hudbu a tak spojení s Mevhibe bylo vhodné.

## Manželství
Mevhibe byl provdána za Murada během vlády sultána Abdulmecida I. dne 2. ledna 1857 v paláci Dolmabahçe. V té době jí bylo dvanáct let a Muradovi šestnáct. Nikdy neměla děti. Po smrti sultána Abdulmecida I. v roce 1861 nastoupil na trůn sultán Abdulaziz a Murad se stal korunním princem. Společně s Mevhibe žili v panství Kurbağalıdere, které jim Abdulaziz přidělil. Zimy trávili v paláci Dolmabahçe v princových osobních komnatách.
Murad nastoupil na trůn 30. května 1876 po sesazení Abdulazize a Mevhibe získala titul Kadın. To bylo velmi neobvyklé vzhledem k tomu, že neporodila sultánovi žádné dítě a bezdětné ženy tento titul užívat nesměly. Murad byl zamilovaný, jelikož Mevhibe znal již od dětství a byli sezdáni velmi mladí.
Mevhibe byla velmi talentovaná a působivá. Byla velmi krásná, nosila upravené černé obočí, měla černé oči a čistý bílý obličej bez kosmetických vad. Také byla velmi inteligentní a vzdělaná. Každý, kdo s ní mluvil, jí naprosto propadl.
Po třech měsících vlády byl 30. srpna 1876 Murad z trůnu sesazen kvůli špatnému psychickému zdraví a byl uvězněn v paláci Çırağan. Mevhibe jej do vězení následovala. Po celou dobu věznění zůstávala svému manželovi věrná. Její komnaty byli umístěny v istanbulské části paláce. Časem se Murad do jejích komnat přestěhoval trvale. Mevhibe uměla také navrhovat a opravovat oblečení, čímž trávila svůj volný čas. Častokrát vyrobila oděv i Muradovi. Po smrti Şevkefzy Kadın v roce 1889 se Mevhibe stala hlavou harému.
Ovdověla v roce 1904 a její uvěznění v paláci Çırağan tím skončilo. Po jeho smrti napsala Mevhibe dopis sultánu Abdulhamidovi II., kde děkovala za ochranu života Murada a za péči lékařů, kteří se o ně oba starali celých 28 let. Murad zemřel přirozenou smrtí.

## Pozdější léta a smrt
Po Muradově smrti se usadila v paláci Tarlabaşı. Palác patřil Zekiye Sultan, nejstarší dceři sultána Abdulhamida II. Po vyhlášení druhé konstituce v roce 1908 dostal vlastní dům v Şişli, kde se rozhodla strávit zbytek života. Po vyhoštění celé dynastie v březnu roku 1924 se Mevhibe rozhodla v Istanbulu zůstat - jakožto člen rodiny bez pokrevního příbuzenství a potomstva směla zůstat. Zemřela v roce 1936 a byla pohřbena na hřbitově v Ortaköy.